# The Most Beautiful Moment in Life, Part 2
The Most Beautiful Moment in Life, Part 2 (hangul: 화양연화 pt.2) é o quarto extended play do boy group sul-coreano, BTS. O EP foi lançado em 30 de novembro de 2015, e é o segundo álbum da série de duas partes do grupo centrada na "Juventude". O álbum foi lançado em duas versões, nove faixas, com "Run" como seu single principal. Na Coréia do Sul, The Most Beautiful Moment in Life, Part 2 foi o quinto álbum mais vendido de 2015.

## Acontecimento
No início de setembro, o grupo anunciou seu retorno com um trailer de prólogo, com uma nova faixa chamada "Butterfly". Eles também anunciaram um show doméstico de 27 a 29 de novembro, "The Most Beautiful Moment in Life: On Stage", onde eles iriam revelar seu novo single. A notícia do próximo álbum fez a Hashtag #화양연화 entrar nos trending topics em todo o mundo no Twitter. Em 17 de novembro, BTS lançou um comeback de retorno animado com "Nevermind", outra faixa com o membro Suga fazendo um rap do álbum. O vídeo mostrou clipes de um menino jogando basquete e depois perseguindo uma borboleta. Cinco dias depois, o BTS revelou imagens conceptuais rotuladas com uma legenda inferior: "Je Ne Regrette Rien", que significa "Não me arrependo de nada" em francês; Um segundo conjunto foi revelado com as legendas, "Papillion", que significa "borboleta". Um vídeo teaser de música foi lançado no dia 24, revelando o nome do novo single, "Run".
Na conferência de imprensa para o seu concerto, BTS explicou o conceito de seu álbum. Eles disseram: "A primeira parte explicou como a juventude é cansativa e difícil, e também tocou em como nos sentimos como se estivéssemos sempre na beira. A parte dois terá um sentimento mais aventureiro e ousado para eles. É por isso que nossa canção-título é Run. Rap Monster acrescentou: "Nós não queríamos simplesmente "animar" ou "ser forte". Nós realmente queríamos confortar as pessoas do nosso jeito, produzindo a música e escrevendo as letras. Nós derramamos nosso coração e alma nesta música incrível".
Durante sua turnê de shows em apoio a seu álbum, Rap Monster explicou que a parte "B" de Run, com as letras, "me faça correr mais", não estava funcionando durante o processo de composição de músicas. Uma melodia foi sugerida por Jungkook mas foi rejeitada mais tarde porque foi julgada como "demasiado boa que...outras peças não poderiam estar de fora naquele momento". Para a composição final, a melodia de V foi finalmente usada com as letras originais de Jungkook.

## Promoções
O concerto de três dias em apoio ao seu álbum foi anunciado em 16 de setembro de 2015. Tickets de reserva para o evento foram esgotados em menos de um dia, enquanto vários servidores cairam após a sua liberação. O grupo também apresentou Butterfly Dream: Open Media Exhibition, onde convidaram 600 fãs para ver as exposições, bem como comemorar o lançamento de seu quarto mini-álbum. BTS realizou sua primeira fase de retorno no 2015 Mnet Asian Music Awards. Em 4 de dezembro de 2015, o grupo fez o retorno em programa de música no [[Music Bank].

## MV's
Com sete minutos e meio de duração, o videoclipe de "Run" foi lançado em 29 de Novembro de 2015. Ele apresenta os membros se divertindo e agindo imprudentemente, assim como os membros agindo desiludidos e violentos. Após os créditos, a última cena mostra Jimin sentado na banheira (uma cena similar do MV de "I Need U"), queimando uma fotografia dos membros. O MV foi dirigido e filmado pela Lumpens. Recebeu quase dois milhões de visualizações em menos de 24 horas.

## Desempenho comercial
Em 26 de novembro, foi relatado que as pré-encomendas para "The Most Beautiful Moment in Life, Part 2'" já ultrapassaram 150.000 cópias, com um volume alto de vendas provenientes não apenas da Coréia do Sul, mas também internacionalmente. Todas as nove faixas do EP estavam presentes nas paradas do Gaon e World Digital, com "Run" no número oito e três, respectivamente.
O álbum estreou no número 171 no Billboard 200, com 5.000 cópias vendidas nos EUA, um ato tão alto para um grupo que não é da YG Entertainment ou SM Entertainment. Também liderou os álbuns do mundo e as cartas Top Heatseekers. BTS tornou-se o primeiro grupo de K-pop a ter o mesmo álbum a mais de uma semana no topo da lista de álbuns do mundo da Billboard, com quatro semanas em 1º lugar.

## Recepção
Fuse afirmou que "A banda disse que seus álbuns e EPs parecem expressar diferentes pontos de juventude, e a Pt. 2 engloba o momento em que um jovem adulto está começando a pensar sobre o mundo de formas mais complexas do que "eu te amo"/"eu te odeio" algo que a sua base de fãs também experimentará em breve.

## Variações
Dois álbuns de cores diferentes estão disponíveis, incluindo um azul e um pêssego, com ambas as variações tendo um álbum de fotografias de 98 páginas, CD, um cartão de foto e borboletas decorando a capa. Embora a lista de faixas permaneça a mesma em ambas as variações, o design do CD corresponde à respectiva cor do álbum. Se as duas capas do The Most Beautiful Moment in Life, Part 1 estiverem alinhadas em cima das duas capas do The Most Beautiful Moment in Life, Part 2, todas as quatro capas criam uma imagem completa de pétalas de flores e borboletas.

## Lista de músicas
| N.º            | Título                              | Produtor(es)            | Duração |  |
| 1.             | "Intro: Never Mind"                 | Suga, Slow Rabbit       | 2:18    |  |
| 2.             | "Run"                               | Pdogg                   | 3:57    |  |
| 3.             | "Butterfly"                         | Pdogg                   | 4:00    |  |
| 4.             | "Whalien 52"                        | Pdogg                   | 4:04    |  |
| 5.             | "Ma City"                           | Pdogg                   | 4:18    |  |
| 6.             | "뱁새" (Baepsae / Silver Spoon)     | Pdogg                   | 3:54    |  |
| 7.             | "Skit: One Night in a Strange City" | Pdogg, Bang Sihyuk      | 4:25    |  |
| 8.             | "고엽" (Goyeob / Dead Leaves)       | Suga, Slow Rabbit       | 4:28    |  |
| 9.             | "Outro: House of Cards"             | Slow Rabbit, Brother Su | 2:57    |  |
| Duração total: | Duração total:                      | Duração total:          | 34:21   |  |

## Gráficos
| Gráfico (2015)             | Posição |
| -------------------------- | ------- |
| South Korean Albums (Gaon) | 1       |
| Japan Oricon Albums Chart  | 15      |
| US Billboard World Albums  | 1       |
| US Billboard 200           | 171     |
| US Top Heatseekers         | 1       |
| US Top Current Albums      | 98      |
| US Independent Albums      | 9       |

| Gráfico (2015)             | Posição |
| -------------------------- | ------- |
| South Korean Albums (Gaon) | 1       |

| Gráfico (2015)             | Posição |
| -------------------------- | ------- |
| South Korean Albums (Gaon) | 5       |

## Vendas e certificações
| Gráfico          | Vendas   |
| ---------------- | -------- |
| Japan Oricon     | 14,051+  |
| US Billboard     | 5,000+   |
| South Korea Gaon | 373,435+ |

## Prêmios e indicações
| Músicas | Programa      | Data              |
| ------- | ------------- | ----------------- |
| "Run"   | ''The Show''  | December 8, 2015  |
| "Run"   | Show Champion | December 9, 2015  |
| "Run"   | Show Champion | December 16, 2015 |
| "Run"   | Music Bank    | December 11, 2015 |
| "Run"   | Music Bank    | January 8, 2016   |

## Histórico da versão
| País          | Data                   | Formato              | Empresa               |
| ------------- | ---------------------- | -------------------- | --------------------- |
| Coreia do Sul | 30 de Novembro de 2015 | CD, Digital download | Big Hit Entertainment |
| Worldwide     | 30 de Novembro de 2015 | CD, Digital download | Big Hit Entertainment |